# Silent Hill (комиксы)
Silent Hill — серия комиксов, основанная на одноимённой серии игр.
Не считая невыпущенную графическую новеллу и Sinner’s Reward, все комиксы были написаны Скоттом Сиенсином и выпущены компанией IDW Publishing.

## Комиксы

### Silent Hill
- Дата выпуска: не выпускалась
- Издатель: Com.X

Данная графическая новелла была закончена в 2000 году компанией Com.X, но по непонятным причинам никогда не была выпущена.

### Silent Hill: Dying Inside
- Дата выпуска: 2004
- Издатель: IDW Publishing
- Автор сценария: Скотт Сиенсин
- Оформление: Бен Темплсмит
- Дизайн обложки: Эшли Вуд

Психиатр Трой Абернати не верит в призраков или демонов. Мир стремящегося к славе доктора рушится, когда он привозит очередного пациента — Линн ДеАнджелис — в Silent Hill.

### Silent Hill: Among the Damned
- Дата выпуска: 2004
- Издатель: IDW Publishing
- Автор сценария: Скотт Сиенсин
- Оформление: Шон Томас
- Дизайн обложки: Эшли Вуд

Эта история ветерана Джейсона, страдающего от комплекса единственного выжившего на войне. Это чувство вины приводит его в Silent Hill.

### Silent Hill: Paint it Black
- Дата выпуска: 2005
- Издатель: IDW Publishing
- Автор сценария: Скотт Сиенсин
- Оформление: Шон Томас
- Дизайн обложки: Эшли Вуд

Художник Айк находит свою музу в туманном, наводнённом монстрами городке Silent Hill.

### Silent Hill: The Grinning Man
- Дата выпуска: 2005
- Издатель: IDW Publishing
- Автор сценария: Скотт Сиенсин
- Оформление: Ник Стекел
- Дизайн обложки: Бен Темплсмит, Алекс Гарнер

Десять лет патрульный Роберт Тауэр патрулировал Silent Hill и никогда не видел его кошмарных, демонических созданий. Но появляется демон по имени Ухмыляющийся Человек.

### Silent Hill: Dead/Alive
- Дата выпуска: 2005
- Издатель: IDW Publishing
- Автор сценария: Скотт Сиенсин
- Оформление: Ник Стекел
- Дизайн обложки: Ник Стекел/Скотт Китинг/Стивен Перкинс/Тед МакКивер (существует 4 варианта выпуска с различным оформлением обложки)

У Лорин появляется новый бойфренд, как две капли воды похожий на художника Айка. Непостижимым образом, Кристабелле удаётся уйти от сил Лорин, но женщина возвращается к нормальной жизни в виде маленькой девочки. Вскоре она встречается с ведьмой Ленорой, с которой заключает сделка — Ленора хочет установить Ад на Земле с помощью Конни и её бывшего возлюбленного Кеннета Картера.

### Silent Hill: Hunger
- Дата выпуска: 2006
- Издатель: UMD

Доступно в виде эксклюзивного материала с диска Silent Hill Experience. Дуглас Пэйн и его невеста Рози только что переехали в идиллический городок Silent Hill. Они переживают нелёгкие времена — Дага только что выгнали из крупного издательства. Теперь, чтобы вернуть былую репутацию, мужчина должен найти уникальный материал, на основе которого он сможет написать лучшую статью. Таким материалом становится сюжет о погибшем полицейском, который прибыл в заброшенный дом из-за звонка в 911. Но неожиданно, это расследование становится опасным как для самого Дага, так и для его возлюбленной.

### Silent Hill: Sinner’s Reward
- Дата выпуска: 2008
- Издатель: IDW Publishing
- Автор сценария: Том Вальц
- Оформление: Стиф Стэмб
- Дизайн обложки: Джулиан Рэндолл

Киллер Джек Стэнтон сбегает с женой своего босса, чтобы оставить прошлое далеко позади. Однако выбрав неправильный поворот, пара оказывается в городке Silent Hill, где они понимают, что от грехов невозможно сбежать.

### Silent Hill: Past Life
- Дата выпуска: 2010-2011
- Издатель: IDW Publishing
- Автор сценария: Том Вальц
- Оформление: Мэнтон Мэттьюз III
- Дизайн обложки: Мэнтон Мэттьюз III

Сюжет возвращает читателей в 1867 году, где перед нами открывается история внезаконника Джебедайи Фостера и его возлюбленной-вдовы, решившей вернуться из Дакоты времён Дикого Запада в родной городок своей семьи, Silent Hill.

## Коллекционные собрания
Большая часть выпусков была собрана в коллекционные издания:
- Silent Hill (IDW Publishing):
  - Volume 1: Dying Inside (128 стр., сентябрь 2004, ISBN 1-932382-24-0)
  - Volume 2: Three Bloody Tales (Among the Damned, Paint it Black и The Grinning Man, 152 стр., октябрь 2005, ISBN 1-933239-16-6)
  - Volume 3: Dead/Alive (144 стр., августа 2006, ISBN 1-933239-94-8)
  - Volume 4: Sinner’s Reward (104 стр., сентябрь 2008, ISBN 1-60010-238-7)

Сборник Silent Hill Omnibus был опубликован в сентябре 2008 года и включал в себя первые три тома на 432 страницах (ISBN 1-60010-239-5).

## Создание
После выхода первых двух частей серии, Konami подписали с IDW PuЬlishing контракт о создании комиксов по мотивам. Директор издательства Тем
Адамс говорил: «Мне кажется, что мир Silent Hill идеально подходит для комиксов, и я горжусь тем, что именно моей компании выпала такая честь. Мы всегда очень осторожно подходим к выбору партнеров, компания Konami входит в наш достаточно короткий список тех, кому можно доверять».

## Восприятие
Издание «Страна игр» неоднократно оценивало комиксы по вселенной Silent Hill, зачастую негативно. Сергей Цилюрик в своей статье «Апокриф: Resident Evil и Silent Hill» писал: «Пользуясь случаем, хочу выразить мое глубочайшее презрение всем, кто связан с выпуском этих богомерзких комиксов. Они, кстати, начали выходить, еще когда сериал был полностью в руках японцев». В истории серии он отмечал, что первые семь графических новелл выходят за рамки фанфиков. Сюжет Dying Inside обладает «чудовищным» сюжетом и отвратительной прорисовкой персонажей и обстановки. Истории Three Bloody Tales были названы скучными, Dead/Alive — чересчур фантастичными, отчего сюжет «стал напоминать бесконечные разборки супергероев и суперзлодеев». Работа Циницина была охарактеризована как погрязшее в самоповторах издевательство над фанатами. Определенной похвалы удостоился только Sinner’s Reward, повествовательная ветка которого напоминает Silent Hill 2, а художественный стиль выполнен в духе Max Payne.